# 阿奇拉一世
阿奇拉一世（/ˌɑːrkɪˈleɪ.əs/; 希臘語： Arkhelaos），是一位马其顿國王，前413年～399年在位。他是一位能干而仁慈的统治者，以改革国家行政、军队、商贸著称。 在他死的时候，马其顿更為强大。修昔底德相信他对军队的建设，比起前幾任所有国王加起来都多。

## 传记

### 家庭
阿奇拉是佩尔狄卡斯二世和一个女奴的儿子。他通过谋杀自己的伯伯阿尔塞塔斯二世和侄子亚历山大来获得王位, 这样他的父亲就成了王，并且他的同父异母的兄弟, 一个七岁的孩子, 成了王位继承人。

### 统治期间
在他掌权后不久，阿奇拉面临着一种状况，使得他能够扭转马其顿同雅典的关系,雅典人在过去半个世纪里是马其顿的主要威胁。雅典人远征西西里，在锡拉库扎经历了惨败。前413年，他们多数的船被摧毁了。这使得雅典人迫切需要大量木材建造新的船只。阿奇拉在这时看到了机会，他慷慨的提供了雅典人需要的木头。基于此事, 雅典人赠与阿奇拉和他的后代proxenos和euergetes头衔。
阿奇拉接着进行了许多内部改革。他发行了大量优质硬币。他建造了要塞，修了直道（对行军很重要）,并改进了军队组织，特别是骑兵（cavalry）和重甲步兵（hoplite infantry）。

### 文化

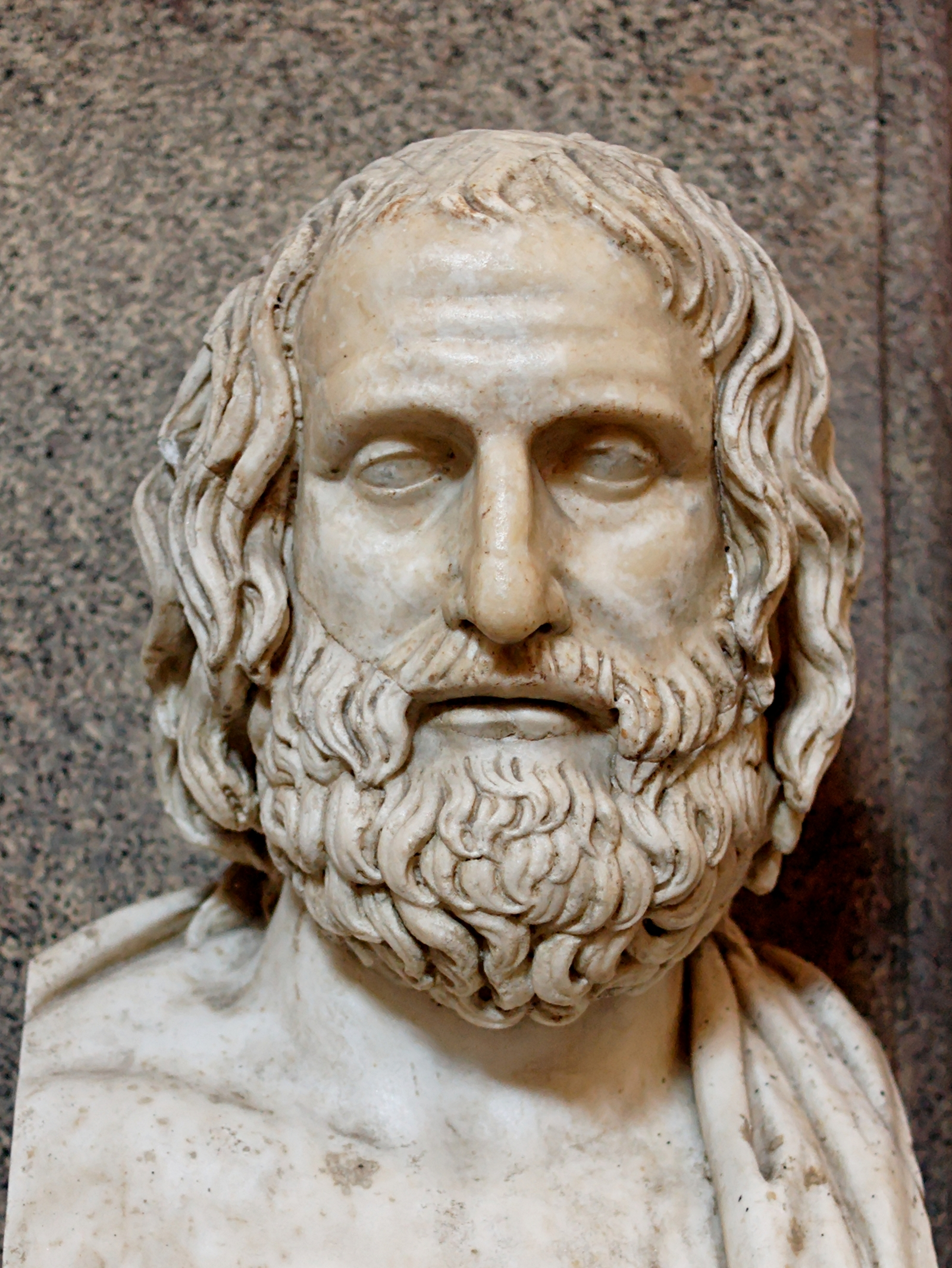
The bust of Euripides, who was hosted by Archelaus

阿奇拉同样以文化人著称并且和南部城邦（指希腊地区）间交流艺术和文化。在他的佩拉新宫(他把首都从埃格移到了佩拉，他聚集了伟大的诗人和悲剧作家包括阿伽颂和欧里庇得斯(在马其顿期间写下了悲剧《阿奇拉》和《酒神的女祭司》), 音乐家, 和画家, 包括宙克西斯 (在他那个时代最著名的画家).
阿奇拉重新举办了奥运会, 一个有音乐和体育比赛的宗教节日纪念奥林匹斯神宙斯和缪斯女神的在马其顿的迪翁举办奥运会。希腊最伟大的运动员和艺术家齐聚马其顿参加这项活动。此外，阿奇拉在奥林匹克运动会和皮提亚竞技会中参与并赢得了战车比赛（Tethrippon）的优胜。

### 死亡
根据埃里亚努斯的记载, 前399年，阿奇拉在一次狩猎中遇害， 凶手是克拉特鲁斯,王室的一员。 根据康斯坦丁的记载, 有三个共犯：2名色萨利人(Crateuas和Ellanokratis)以及1个马其顿人Decamnichos。 后者，曾是阿奇拉的亲信（protégé）。可是，有一次，在阿奇拉面前，Decamnichos感到屈辱，被悲情诗人欧里庇得斯闻到所谓的口臭。这激怒了阿奇拉，他允许欧里庇得斯鞭打Decamnichos (或者让他鞭打)作为惩罚。 Decamnichos被允许继续待在阿奇拉的宫廷；可是,他并没有忘记所遭受到的待遇,几年后，他参与了谋杀国王的行动。其他版本的国王之死也有不同的来源。

## 子女
阿奇拉有几个儿女，包括奥雷斯特斯和阿奇拉二世。